# ゲゲゲの鬼太郎 (テレビアニメ第5シリーズ)
『ゲゲゲの鬼太郎』（ゲゲゲのきたろう）は、2007年4月1日から2009年3月29日まで、フジテレビほかで全100話が放送された、東映アニメーション制作のテレビアニメ。水木しげるの漫画『ゲゲゲの鬼太郎』を原作とする、妖怪アニメ作品のテレビシリーズとしては5シリーズ目に当たる。

## 概要
第1話のサブタイトルにもなった「妖怪の棲む街」の設定が本作の基盤であり、ノスタルジックな印象の妖怪横丁で鬼太郎ら妖怪たちが俗っぽい生活を営む世界観が特徴。社会風刺や流行を取り込んだ作風であり、アバンタイトルを初め、鬼太郎ら妖怪たちがダークな雰囲気で視聴者に語りかけるシーンが、それを盛り上げている。鬼太郎の場合は｢やあ、人間の皆さん｣と挨拶するが、回やキャラクターによって挨拶の内容は異なる。本作は21世紀になって初のシリーズである。
前番組『デジモンセイバーズ』の放送終了に伴い、1996年の第4シリーズ以来11年ぶりの日曜9:00 - 9:30枠で放送されていた。
本作独自の設定も多く、鬼太郎は少年の姿で何十年も生きているという設定で、正義感と子供らしさを残しつつも人間が悪いと判断すれば時に見捨てることも厭わないなど、シビアなリアリストとなった。ねこ娘はメインヒロインとして一番手のパートナー役という位置づけになり、鬼太郎・目玉おやじと共に初めて完全に全話登場となった。反面、過去の作品では第1シリーズ第1話と第4シリーズ中盤に例外的に2話程未登場である以外はほぼ毎回登場だったねずみ男は、以前と比べて出番が減少。本作では基本的な扱いこそ変わらぬものの、1クールで1話の割合で全く登場しないエピソードも多くなった。また、エピソードが過去の事件の後日談という設定だったり、本作独自の要素をサブタイトルでメインにするなど、今まで以上の大胆なアレンジが行われている。そうしたエピソードにおける「過去の事件」は、回想で断片的に語られるのみで詳細は不明だが、原作や過去のシリーズを彷彿とする要素が描かれている。例えば第3話は、第4シリーズの同エピソードのパラレルな後日編とも解釈できる如く、鬼太郎とねこ娘は「過去にも夜叉と戦ったことがある」という設定になっている。脚本を担当した長谷川圭一が「他のシリーズとの繋がりは特に意識していません」と語ってはいるが、シリーズ構成の三条陸は「ファンに第4シリーズの夜叉ではないかと思っていただければ良いなという思惑もありました」と述べている。
また、ねこ娘が怪事件を伝えるスタイルが主流となり、妖怪ポストの使用頻度も減っている。
過去シリーズで出番が多くなかった妖怪たちが活躍するのも本作の特徴であるが、代わりに従来のレギュラー陣の出番はその分減った。妖怪オカリナやレギュラーの人間（天童ユメコや村上祐子といった身近な人間の友人がいないというだけで、鷲尾などのセミレギュラーはいる）は引き継がれなかったが、宿敵であるぬらりひょん&朱の盆のコンビは続投。ぬらりひょんはそれまでとは異なり、悪の親玉的風格が漂うが、コミカルな描写が全く無いわけではなく、人情味ある部分も描かれている。また、朱の盆以外にも本作では多くの手下を引き連れ、1つの勢力となっている。それ以外にも従来のシリーズでは1エピソードのみのゲストだった外国妖怪たちを準レギュラーとしたり、2年目からの各都道府県から選ばれていく精鋭妖怪の妖怪四十七士の設定など、長期シリーズ化を意識した構成となっていた。西洋妖怪にヤングジェネレーションが追加された。
シリーズ構成の三条陸は、『オトナアニメ』などアニメ関係雑誌のインタビューにて「何年も続くような長期シリーズにしたい」とも語っていたが、放送は丁度2年間であり、最終回は普通のエピソードとほぼ変わらない打ち切りに近い形にて終了し、最終話EDでの鬼太郎のコメントは妖怪百物語として一区切り付けるとして、近期に再開できる見込みを示唆したものとなっていた。最終回までに未登場だった妖怪四十七士の活躍に関しては、2008年末に時系列上本作最終回後のエピソードとして公開された『ゲゲゲの鬼太郎 日本爆裂!!』に全員登場した事で一応描かれた形になったが、それ以外は未決着要素が多数あることから、スタッフは「不完全燃焼」と語っており、レギュラー声優共々本作の最終回を「一時休止」としていた。放送終了前後に高山みなみら主要キャスト・スタッフと水木しげるの関係者で『ゲゲゲ組』という公式ユニットが結成され、アニメ再開に向け各方面で積極的な活動を展開し、世界妖怪協会主催で京都で毎年行われる東映太秦映画村のイベント等にも、水木しげる・京極夏彦・荒俣宏らと鬼太郎作品を超した妖怪関連として積極的に参加していたが、徐々に活動が縮小していき、結局第5シリーズの続編としての再開は実現せず、本作終了から丁度9年後の2018年より改めてリブートされた第6シリーズが同じ放送枠で放送される事になった。水木しげる没後の2016年からは、東京都調布市が水木の命日である11月30日を「ゲゲゲ忌」と名付け、水木の功績を称えるイベントなどを毎年開催。高山みなみら本作の主要キャスト・スタッフも参加している。
過去シリーズからのキャスト引継ぎが多く、『悪魔くん』から引用されたキャスティングもある。OPの編成は従来と違い、歌詞も一部は別フレーズとなる。EDはオリジナル曲が採用された。劇中曲には「カランコロンの歌」のアレンジBGMが存在する。作画は前作後半のようにパソコンによるCG着色であるが、ノウハウが蓄積された美麗な色使いとなっている。
前作の第64話より本編のみデジタル化されているのに対し、本作は全編デジタル制作となる。地上デジタルテレビジョン放送では16:9のワイドサイズで放送され、ハイビジョン製作表示がされていたが、アプコン放送である。従来のアナログ放送では当初左右をカットした4:3の画像（ピラーボックス）で放映されていたが、2008年12月放送分からはレターボックス放送となった。
番組は2009年3月29日の放送を以って最終回を迎え、2年の歴史に幕を閉じた。後番組は『ドラゴンボール改（第1期）』が同年4月5日より放送が開始された。
本作品の次回予告は鬼太郎による決め台詞が無く、エンディングを挟んで前半・後半に分かれており、前半では放送回に関する会話ナレーション後、次回登場する妖怪のシルエットを表示。後半では次回サブタイトルを表示しつつ台詞と共に妖怪の絵が表示される。鬼太郎を中心に敵味方に関わらずメインキャラたちの掛け合いナレーションで予告内容が紹介される。

## キャスト
- 鬼太郎 - 高山みなみ
- 目玉おやじ、ヨナルデパズトーリ - 田の中勇
- ネコ娘 - 今野宏美
- ねずみ男 - 高木渉
- 砂かけ婆、シーサー - 山本圭子
- 子泣き爺、ぬりかべ - 龍田直樹
- 一反もめん - 八奈見乗児
- かわうそ - 丸山優子
- アマビエ - 池澤春菜
- ろくろ首（ろく子）[注 3]、クロ、子ぬりかべ [注 4] - 豊嶋真千子
- 蒼坊主 - 古川登志夫
- ぬりかべ女房 - 田中真弓
- 呼子 - 中山さら
- お歯黒べったり、お黒 - 中友子
- 傘化け - 小西克幸（第53話まで）→高戸靖広
- 鷲尾誠 - 草尾毅
- バケロー - 田中秀幸
- 小豆洗い、朱の盆、ドラキュラ三世 - 小西克幸
- 閻魔大王 - 郷里大輔
- 白山坊 - 大塚周夫
- 五官王 - 広瀬正志
- 黒鴉 - 緑川光
- 葵 - 園崎未恵
- ザンビア - 野中藍
- ミウ - 浅野真澄
- 白狐 - 大本眞基子[注 5]
- 雪女郎 - 笠原留美
- 毛目玉 - 田の中真弓（第44話[注 6]）
- モンロー - 川浪葉子
- 吸血鬼ピー - 茶風林
- 蛇骨婆 - 鈴木れい子
- ワイルド - 高戸靖広
- 初代ドラキュラ伯爵 - 井上倫宏
- 山田 - 前田登（はりけ〜んず）（特別出演）
- 田中 - 新井義幸（はりけ〜んず）（特別出演）
- あきひと - 島貫明仁（マクドナルドハッピーセットキャンペーン当選者[注 7][2]）
- あいか - 末久愛夏（マクドナルドハッピーセットキャンペーン当選者[注 7][2]）
- 松尾翠（本人役、特別出演）
- カップルの男 - ウエンツ瑛士（特別出演[注 8]）
- ザ50回転ズ（本人役、特別出演）
- ぬらりひょん - 青野武
- バックベアード - 柴田秀勝
- 所長 - 小林通孝

## スタッフ
- プロデューサー：高瀬敦也、成戸真知子→情野誠人（フジテレビ）、木村京太郎、池田慎一（読売広告社）、櫻田博之（東映アニメーション）
- 原作：水木しげる
- シリーズ構成：長谷川圭一（第1話 - 第26話）・三条陸（全話）
- 音楽：堀井勝美
- 製作担当：岡田将介
- キャラクターデザイン、総作画監督：上野ケン
- 美術デザイン：吉田智子
- 色彩設計：板坂泰江
- シリーズディレクター：貝澤幸男
- デジタル撮影：三晃プロダクション
- 編集：片桐公一→後藤正治→片瀬健太
- 録音：池上信照
- 編集助手：吉田公紀
- 録音助手：澤村裕樹
- 音響効果：今野康之（スワラプロダクション）
- 選曲：西川耕祐
- 記録：小牧文→橋口舞子
- 仕上進行：河本隆弘、北村毅
- 美術進行：ほんまおさむ
- 色指定：小日置知子
- 広報：遠藤恵（フジテレビ）
- 録音スタジオ：タバック
- オンライン編集：TOVIC
- 制作協力：東映
- 制作：フジテレビジョン、読売広告社、東映アニメーション

## 主題歌

### オープニングテーマ
※本作は、アニメシリーズで初めて放映中にオープニングテーマの歌手が変わった。テレビサイズは第51話まで1番のみ、第52話から1・2・3番を週代わりで流す形式が取られた。
「ゲゲゲの鬼太郎」
第1話から第51話までは泉谷しげる（インデックスミュージック）によるオープニングテーマ。作詞は水木しげる、作曲はいずみたく、編曲は堀井勝美。
- このバージョンから映像がデジタル化となる。フュージョン風のアレンジ。泉谷は「鬼太郎の主題歌といえば熊倉一雄さんのイメージが強いので、そっちの方がいいと言われるに決まっている」と語っている。テレビサイズは、イントロに入るシャウトがカットされている（カラオケと同じ状態）。

第52話から第100話まではザ50回転ズ（ワーナーミュージック・ジャパン）によるオープニングテーマ。編曲もザ50回転ズ。
- イントロのフレーズは原曲や第4シリーズと同じものを引用しているが、全体的には大幅に印象が異なるロック調のアレンジになっている。この他にも、劇場版用に妖怪横丁レギュラー（鬼太郎〈高山みなみ〉、目玉おやじ〈田の中勇〉、ねずみ男〈高木渉〉、ネコ娘〈今野宏美〉、砂かけ婆〈山本圭子〉、子泣き爺＆ぬりかべ〈龍田直樹〉、一反木綿〈八奈見乗児〉）が歌うバージョンも存在し、番組終了後には鬼太郎ファミリー以外の妖怪横丁レギュラー声優も参加した間奏中台詞付きバージョンも作られた。

### エンディングテーマ
「ウラメシ夜（ヤ）」（第1話 - 第26話）
長井秀和（インデックスミュージック）によるエンディングテーマ。作詞はt@28、作曲はUZA、編曲は大野宏明。
「妖怪横丁ゲゲゲ節」（第27話 - 第51話）
スワベジュンイチ（インデックスミュージック）によるエンディングテーマ。作詞は山田ひろし、作曲・編曲は太田美知彦。
声優の諏訪部順一が率いるエンターテインメント・プロジェクトチームが担当。歌詞の内容は、テレビサイズは、劇中に登場する妖怪をワンコーラスで2人ずつ紹介するもの。毎回異なる歌詞と映像もそれに合わせた登場妖怪画像が使われるという珍しいスタイルになっている。すべての歌詞を繋げると1つの曲としては非常に長いものになるため、フルサイズも複数の曲に分割された形になっている。
「カクメイノウタ〜Diggin'〜」（第52話 - 第64話）
ROCK'A'TRENCH（ワーナーミュージック・ジャパン）によるエンディングテーマ。作詞・作曲は山森大輔、編曲はROCK'A'TRENCH。
「夏の魔物」（第65話 - 第76話）
鶴（ワーナーミュージック・ジャパン）によるエンディングテーマ。作詞・作曲は秋野温、編曲は鶴、スパム春日井。
「スターフルーツ」（第77話 - 第89話）
メレンゲ（ワーナーミュージック・ジャパン）によるエンディングテーマ。作詞・作曲はクボケンジ、編曲は上田健司、クボケンジ。
「三日月と北風」（第90話 - 第100話）
HI LOCKATION MARKETS（ワーナーミュージック・ジャパン）によるエンディングテーマ。作詞は浅田信一、作曲・編曲は本間昭光。
映像では2008年に公開された映画『日本爆裂!!』のシーンが映し出されている。最終話では初代OPの一部映像やこれまでのストーリー一部の総集編となっており、途中から鬼太郎が視聴者に向けてコメントした。最後の映像は鬼太郎ファミリーとその仲間たちの集合映像で番組を締めくくった。

## 各話リスト
タイトルコールは鬼太郎役の高山みなみが担当。
| 話数 | 放送日         | サブタイトル                   | 脚本       | （絵コンテ） 演出       | 作画監督   | 美術            | 視聴率 |
| ---- | -------------- | ------------------------------ | ---------- | ----------------------- | ---------- | --------------- | ------ |
| 1    | 2007年 4月1日  | 妖怪の棲む街                   | 長谷川圭一 | 貝澤幸男                | 信実節子   | 吉田智子        | 8.9%   |
| 2    | 4月8日         | ビビビ!! ねずみ男!             | 三条陸     | 角銅博之                | 薮本陽輔   | 清水哲弘        | 8.5%   |
| 3    | 4月15日        | 妖しき旋律! 夜叉               | 長谷川圭一 | 西沢信孝                | 伊藤智子   | 白井走          | 9.3%   |
| 4    | 4月22日        | 男! 一反もめん                 | 三条陸     | 土田豊                  | 仲條久美   | 常盤庄司        | 9.2%   |
| 5    | 4月29日        | 呪われた映画                   | 長谷川圭一 | 畑野森生                | 八島善孝   | 清水哲弘        | 9.5%   |
| 6    | 5月6日         | 大パニック! 妖怪横丁           | 吉田玲子   | 門田英彦                | 出口としお | 白井走          | 11.3%  |
| 7    | 5月13日        | 燃えろ! 目玉おやじ             | 長谷川圭一 | 中尾幸彦                | 清山滋崇   | 清水まこと      | 8.7%   |
| 8    | 5月20日        | 宿敵! ぬらりひょん             | 三条陸     | （入好さとる） 立仙裕俊 | 信実節子   | 清水哲弘        | 8.6%   |
| 9    | 5月27日        | ゆうれい電車 あの世行き        | 長谷川圭一 | 角銅博之                | 薮本陽輔   | 白井走          | 8.8%   |
| 10   | 6月3日         | 荒ぶる神! 雷獣                 | 長谷川圭一 | 西沢信孝                | 伊藤智子   | 常盤庄司        | 9.5%   |
| 11   | 6月10日        | おばけ漫才                     | 吉田玲子   | （八島善孝） 中尾幸彦   | 八島善孝   | 清水哲弘        | 9.8%   |
| 12   | 6月17日        | 霊界からの着信音               | 長谷川圭一 | 勝間田具治              | 浅沼昭弘   | 白井走          | 8.6%   |
| 13   | 6月24日        | 奮闘! ぬりかべ用心棒           | 三条陸     | 畑野森生                | 市川慶一   | 北村芳子        | 9.9%   |
| 14   | 7月1日         | 鬼太郎死す!? 牛鬼復活          | 長谷川圭一 | 角銅博之                | 大河内忍   | 清水哲弘        | 9.2%   |
| 15   | 7月8日         | 働く! 目玉おやじ               | 吉田玲子   | 織本まきこ              | 出口としお | 白井走          |        |
| 16   | 7月15日        | 妖怪はゲームの達人!?           | 三条陸     | （入好さとる） 立仙裕俊 | 清山滋崇   | 常盤庄司        |        |
| 17   | 7月22日        | さすらいの蒼坊主               | 三条陸     | 土田豊                  | 信実節子   | 清水哲弘        |        |
| 18   | 8月5日         | 古城に光る黒い眼               | 三条陸     | （八島善孝） 中尾幸彦   | 八島善孝   | 白井走          |        |
| 19   | 8月12日        | 河童池の相撲大会               | 長谷川圭一 | 貝澤幸男                | 浅沼昭弘   | 北村芳子        |        |
| 20   | 8月19日        | 闇からの声! 幽霊スポット       | 長谷川圭一 | 角銅博之                | 伊藤智子   | 清水哲弘        |        |
| 21   | 8月26日        | 首ったけ? 妖怪恋物語           | 長谷川圭一 | 勝間田具治              | 市川慶一   | 白井走          |        |
| 22   | 9月2日         | ニセ鬼太郎現る!!               | 吉田玲子   | 西沢信孝                | 仲條久美   | 常盤庄司        |        |
| 23   | 9月9日         | 美食家!?さざえ鬼               | 三条陸     | 深澤敏則                | 出口としお | 西山正矩        |        |
| 24   | 9月16日        | 夢の中の決闘! 枕返し           | 長谷川圭一 | （入好さとる） 立仙裕俊 | 大谷房代   | 清水哲弘        |        |
| 25   | 9月23日        | 妖怪大運動会                   | 吉田玲子   | 織本まきこ              | 八島善孝   | 白井走          |        |
| 26   | 9月30日        | 妖怪アイドル!? アマビエ        | 三条陸     | 角銅博之                | 信実節子   | 清水まこと      |        |
| 27   | 10月7日        | 地獄の掟! 走れねずみ男         | 長谷川圭一 | 貝澤幸男                | 浅沼昭弘   | 西山正矩        |        |
| 28   | 10月14日       | 鬼太郎恐竜 現る!               | 吉田玲子   | 門田英彦                | 薮本陽輔   | 清水哲弘        |        |
| 29   | 10月21日       | ネコ娘の妖怪バスツアー         | 三条陸     | 畑野森生                | 伊藤智子   | 白井走          |        |
| 30   | 10月28日       | 鬼太郎抹殺作戦                 | 長谷川圭一 | 深澤敏則                | 仲條久美   | 常盤庄司        |        |
| 31   | 11月4日        | 妖怪コマ回し勝負!              | 吉田玲子   | 土田豊                  | 出口としお | 西山正矩        |        |
| 32   | 11月11日       | 上陸! 脅威の西洋妖怪           | 三条陸     | 角銅博之                | 大谷房代   | 白井走          |        |
| 33   | 11月18日       | 大逆襲! 日本妖怪               | 三条陸     | 中尾幸彦                | 八島善孝   | 北村芳子        |        |
| 34   | 11月25日       | 妖怪横丁の地獄流し             | 長谷川圭一 | 勝間田具治              | 薮本陽輔   | 西山正矩        |        |
| 35   | 12月2日        | 死神の極楽ツアー               | 吉田玲子   | （入好さとる） 立仙裕俊 | 浅沼昭弘   | 清水哲弘        |        |
| 36   | 12月9日        | レスキュー目玉おやじ           | 三条陸     | （八島善孝） 中尾幸彦   | 八島善孝   | 西山正矩        |        |
| 37   | 12月16日       | 鬼太郎敗北! 怨念の鬼髪         | 長谷川圭一 | 角銅博之                | 仲條久美   | 吉田智子        |        |
| 38   | 12月23日       | パパになったねずみ男           | 真倉翔     | 西沢信孝                | 信実節子   | 白井走          |        |
| 39   | 2008年 1月6日  | ぬらりひょん最期の日           | 三条陸     | 深澤敏則                | 出口としお | 清水哲弘        |        |
| 40   | 1月13日        | 大フィーバー! 鬼太郎グッズ     | 吉田玲子   | 貝澤幸男                | 大谷房代   | 白井走          |        |
| 41   | 1月20日        | 打倒鬼太郎! ねずみ男大逆襲     | 長谷川圭一 | 畑野森生                | 小泉昇     | 清水まこと      |        |
| 42   | 1月27日        | オベベ沼の妖怪かわうそ!        | 三条陸     | 土田豊                  | 浅沼昭弘   | 清水哲弘        |        |
| 43   | 2月3日         | 妖怪ミステリー列車!            | 吉村元希   | 角銅博之                | 藪本陽輔   | 西山正矩        |        |
| 44   | 2月10日        | チョイ悪! 目玉おやじ           | 吉田玲子   | 勝間田具治              | 八島善孝   | 白井走          |        |
| 45   | 2月17日        | ネコ娘騒然!? 妖怪メイド喫茶    | 真倉翔     | 深澤敏則                | 仲條久美   | 立花コウキ      |        |
| 46   | 2月24日        | ヘビ女ゴーゴンの晩餐会         | 三条陸     | （入好さとる） 立仙裕俊 | 信実節子   | 清水哲弘        |        |
| 47   | 3月2日         | 妖怪大裁判                     | 三条陸     | （八島善孝） 門田英彦   | 伊藤智子   | 西山正矩        |        |
| 48   | 3月9日         | 戦う! ゲゲゲハウス             | 吉田玲子   | 西沢信孝                | 出口としお | 白井走          |        |
| 49   | 3月16日        | あの世の七人ミサキ             | 木原大輔   | 角銅博之                | 小泉昇     | 清水まこと      |        |
| 50   | 3月23日        | 呪いの花嫁! 陰摩羅鬼           | 吉村元希   | 畑野森生                | 浅沼昭弘   | 清水哲弘        |        |
| 51   | 3月30日        | ネコ娘の東京妖怪見物           | 三条陸     | 土田豊                  | 八島善孝   | 西山正矩        |        |
| 52   | 4月6日         | 恐怖! 夜道怪                   | 三条陸     | 貝澤幸男                | 藪本陽輔   | 白井走 高木佑梨 |        |
| 53   | 4月13日        | 白山坊 ビバ!お化け屋敷         | 吉田玲子   | 深澤敏則                | 仲條久美   | 清水まこと      |        |
| 54   | 4月20日        | 吸血鬼エリート                 | 成田良美   | 角銅博之                | 伊藤智子   | 清水哲弘        |        |
| 55   | 4月27日        | 百目の呪い                     | 三条陸     | 立仙裕俊                | 信実節子   | 西山正矩        |        |
| 56   | 5月4日         | 禁じられた岬! 磯女             | 吉村元希   | 勝間田具治              | 出口としお | 高木佑梨        |        |
| 57   | 5月11日        | 伝説の大妖怪 鵺!!              | 成田良美   | 角銅博之                | 小泉昇     | 安積裕子        |        |
| 58   | 5月18日        | ペット妖怪! 白うねり           | 木原大輔   | 西沢信孝                | 八島善孝   | 清水哲弘        |        |
| 59   | 5月25日        | グレムリン東京上陸!!           | 三条陸     | （入好さとる） 門田英彦 | 浅沼昭弘   | 西山正矩        |        |
| 60   | 6月1日         | 働け!! 妖怪バリバリ            | 吉田玲子   | 土田豊                  | 薮本陽輔   | 高木佑梨        |        |
| 61   | 6月8日         | 妖怪城のたんたん坊             | 成田良美   | 勝間田具治              | 大谷房代   | 清水まこと      |        |
| 62   | 6月15日        | くびれ鬼が死をまねく           | 三条陸     | 畑野森生                | 仲條久美   | 清水哲弘        |        |
| 63   | 6月22日        | 日本妖怪全滅!? 妖怪反物!!      | 吉村元希   | 深澤敏則                | 出口としお | 西山正矩        |        |
| 64   | 6月29日        | もうりょうの夜                 | 三条陸     | 角銅博之                | 信実節子   | 高木佑梨        |        |
| 65   | 7月6日         | 呪いの鳥! うぶめが舞う         | 三条陸     | （八島善孝） 門田英彦   | 八島善孝   | 清水まこと      |        |
| 66   | 7月13日        | さら小僧! 妖怪ヒットチャート   | 吉田玲子   | 西沢信孝                | 小泉昇     | 清水哲弘        |        |
| 67   | 7月20日        | 歩く吸血樹! 樹木子             | 三条陸     | 勝間田具治              | 伊藤智子   | 西山正矩        |        |
| 68   | 8月3日         | 地獄超決戦! 西洋妖怪総登場!    | 三条陸     | （入好さとる） 門田英彦 | 薮本陽輔   | 北村芳子        |        |
| 69   | 8月10日        | 鬼太郎大異変! 穴ぐら入道       | 吉村元希   | 貝澤幸男                | 仲條久美   | 高木佑梨        |        |
| 70   | 8月17日        | 退治不可能!? 泥田坊            | 成田良美   | 角銅博之                | 出口としお | 清水哲弘        |        |
| 71   | 8月24日        | 南方妖怪日本上陸!!             | 吉田玲子   | 深澤敏則                | 大谷房代   | 西山正矩        |        |
| 72   | 8月31日        | 妖怪城始動!! 朱の盤奮戦記      | 成田良美   | 土田豊                  | 信実節子   | 清水まこと      |        |
| 73   | 9月7日         | 妖怪四十七士の謎               | 三条陸     | （八島善孝） 門田英彦   | 八島善孝   | 高木佑梨        |        |
| 74   | 9月14日        | 一反もめん! 鹿児島決戦!!       | 三条陸     | 角銅博之                | 小泉昇     | 清水哲弘        |        |
| 75   | 9月21日        | 見上げ入道の妖怪学校           | 成田良美   | 勝間田具治              | 薮本陽輔   | 西山正矩        |        |
| 76   | 9月28日        | 最強タッグ!! 南方&中国妖怪!!   | 吉田玲子   | 畑野森生                | 伊藤智子   | 清水まこと      |        |
| 77   | 10月5日        | 雪女! 美しき復讐鬼             | 三条陸     | 西沢信孝                | 市川慶一   | 高木佑梨        |        |
| 78   | 10月12日       | 怒れる亡者たち! ヒダル神       | 吉田玲子   | 角銅博之                | 仲條久美   | 徳重賢          |        |
| 79   | 10月19日       | 執念の妖蛇! 槌の子!!           | 三条陸     | （入好さとる） 門田英彦 | 八島善孝   | 清水哲弘        |        |
| 80   | 10月26日       | 美女と寝太り! 連続妖怪事件     | 吉村元希   | 深澤敏則                | 出口としお | 高橋英次        |        |
| 81   | 11月2日        | 決闘！妖怪ハンター対針女       | 木原大輔   | 貝澤幸男                | 信実節子   | 清水まこと      |        |
| 82   | 11月9日        | 命カラカラ! 赤舌温泉           | 成田良美   | 土田豊                  | 小泉昇     | 宮前光春        |        |
| 83   | 11月16日       | 燃えろ! 小豆連合               | 吉田玲子   | 小牧文                  | 薮本陽輔   | 清水哲弘        |        |
| 84   | 11月23日       | 野寺坊! 夜の闇に響く鐘         | 三条陸     | 勝間田具治              | 伊藤智子   | 高橋英次        |        |
| 85   | 11月30日       | 鬼太郎絶叫! 妖怪城の切り札!!   | 三条陸     | （八島善孝） 門田英彦   | 八島善孝   | 清水まこと      |        |
| 86   | 12月7日        | 背後に迫る恐怖! 後神           | 成田良美   | 深澤敏則                | 市川慶一   | 宮前光春        |        |
| 87   | 12月14日       | 巨人! ゴーレムの涙             | 三条陸     | 角銅博之                | 出口としお | 清水哲弘        |        |
| 88   | 12月21日       | 妖怪決死! 地獄横断クイズ!!     | 吉田玲子   | （入好さとる） 門田英彦 | 仲條久美   | 高橋英次        |        |
| 89   | 12月28日       | 師走の奇跡! 鬼太郎大いそがし!! | 成田良美   | 畑野森生                | 小泉昇     | 清水まこと      |        |
| 90   | 2009年 1月11日 | 新年大暴走! 鬼太郎火車!!       | 三条陸     | 西沢信孝                | 信実節子   | 宮前光春        |        |
| 91   | 1月18日        | 妖怪筆師! 一つ目小僧           | 三条陸     | （石黒育） 秦義人       | 古沢英明   | 清水哲弘        |        |
| 92   | 1月25日        | 猛烈!妖怪水車!! がんばれ浪小僧 | 吉田玲子   | 角銅博之                | 大河内忍   | 高橋英次        |        |
| 93   | 2月1日         | おばけビルの妖怪紳士!          | 三条陸     | 土田豊                  | 浅沼昭弘   | 清水まこと      |        |
| 94   | 2月8日         | 沖縄の守り神 シーサーの正体!   | 成田良美   | 深澤敏則                | 八島善孝   | 宮前光春        |        |
| 95   | 2月15日        | 妖怪スイーツ! バレンタイン作戦 | 三条陸     | 小牧文                  | 出口としお | 清水哲弘        |        |
| 96   | 2月22日        | 怪奇ロマン! 妖花の誘い         | 吉村元希   | 貝澤幸男                | 市川慶一   | 高橋英次        |        |
| 97   | 3月1日         | 衝撃!! 鬼太郎猫になる!         | 成田良美   | 角銅博之                | 小泉昇     | 清水まこと      |        |
| 98   | 3月8日         | おやじ大充血! 勇者鬼太郎!!     | 吉田玲子   | 畑野森生                | 仲條久美   | 宮前光春        |        |
| 99   | 3月15日        | 都会の天守閣! 妖怪亀姫         | 吉村元希   | 深澤敏則                | 大谷房代   | 清水哲弘        |        |
| 100  | 3月29日        | さらば父よ! 脅威の天狗王       | 三条陸     | （西沢信孝） 小牧文     | 薮本陽輔   | 高橋英次        |        |

本作品は本編中にCMを挟まない形式のため、アイキャッチは無し。

## 放送局
放送時間はフジテレビ・岡山放送の場合、9時 - 9時30分となっているが、実際には9時2分 - とやや遅めである。この時間帯では2005年から実施されている、本編中にCMを挟まない形式を引き継いでいる。
| 放送地域       | 放送局             | 放送期間                       | 放送日時                       | 放送系列                                     | 放送遅れ   | 備考                 |
| -------------- | ------------------ | ------------------------------ | ------------------------------ | -------------------------------------------- | ---------- | -------------------- |
| 関東広域圏     | フジテレビ         | 2007年4月1日 - 2009年3月29日   | 日曜 9:00 - 9:30               | フジテレビ系列                               | 制作局     |                      |
| 北海道         | 北海道文化放送     | 2007年4月1日 - 2009年3月29日   | 日曜 9:00 - 9:30               | フジテレビ系列                               | 同時ネット |                      |
| 岩手県         | 岩手めんこいテレビ | 2007年4月1日 - 2009年3月29日   | 日曜 9:00 - 9:30               | フジテレビ系列                               | 同時ネット |                      |
| 山形県         | さくらんぼテレビ   | 2007年4月1日 - 2009年3月29日   | 日曜 9:00 - 9:30               | フジテレビ系列                               | 同時ネット |                      |
| 宮城県         | 仙台放送           | 2007年4月1日 - 2009年3月29日   | 日曜 9:00 - 9:30               | フジテレビ系列                               | 同時ネット |                      |
| 長野県         | 長野放送           | 2007年4月1日 - 2009年3月29日   | 日曜 9:00 - 9:30               | フジテレビ系列                               | 同時ネット |                      |
| 新潟県         | 新潟総合テレビ     | 2007年4月1日 - 2009年3月29日   | 日曜 9:00 - 9:30               | フジテレビ系列                               | 同時ネット |                      |
| 静岡県         | テレビ静岡         | 2007年4月1日 - 2009年3月29日   | 日曜 9:00 - 9:30               | フジテレビ系列                               | 同時ネット |                      |
| 中京広域圏     | 東海テレビ         | 2007年4月1日 - 2009年3月29日   | 日曜 9:00 - 9:30               | フジテレビ系列                               | 同時ネット | [ 注 9 ]             |
| 石川県         | 石川テレビ         | 2007年4月1日 - 2009年3月29日   | 日曜 9:00 - 9:30               | フジテレビ系列                               | 同時ネット |                      |
| 福岡県         | テレビ西日本       | 2007年4月1日 - 2009年3月29日   | 日曜 9:00 - 9:30               | フジテレビ系列                               | 同時ネット |                      |
| 佐賀県         | サガテレビ         | 2007年4月1日 - 2009年3月29日   | 日曜 9:00 - 9:30               | フジテレビ系列                               | 同時ネット |                      |
| 岡山県・香川県 | 岡山放送           | 2007年4月6日 - 2009年3月29日   | 日曜 9:00 - 9:30               | フジテレビ系列                               | 同時ネット | 初回のみ時差ネット。 |
| 広島県         | テレビ新広島       | 2007年4月6日 - 2009年3月29日   | 日曜 9:00 - 9:30               | フジテレビ系列                               | 同時ネット | 初回のみ時差ネット。 |
| 秋田県         | 秋田テレビ         | 2007年5月2日 - 2009年4月15日   | 水曜 16:25 - 16:55             | フジテレビ系列                               | 遅れネット |                      |
| 福島県         | 福島テレビ         | 2007年8月3日 - 2009年9月25日   | 金曜 15:30 - 16:00             | フジテレビ系列                               | 遅れネット |                      |
| 富山県         | 富山テレビ         | 2007年4月7日 - 2009年4月4日    | 土曜 6:30 - 7:00               | フジテレビ系列                               | 遅れネット |                      |
| 福井県         | 福井テレビ         | 2007年5月1日 - 2009年4月26日   | 日曜 9:30 - 9:56               | フジテレビ系列                               | 遅れネット | [ 注 10 ]            |
| 近畿広域圏     | 関西テレビ         | 2007年4月14日 - 2009年4月5日   | 日曜 9:00 - 9:30               | フジテレビ系列                               | 遅れネット | [ 注 11 ]            |
| 島根県・鳥取県 | 山陰中央テレビ     | 2007年4月19日 - 2009年4月9日   | 木曜 16:23 - 16:53             | フジテレビ系列                               | 遅れネット |                      |
| 愛媛県         | テレビ愛媛         | 2007年4月15日 - 2009年4月12日  | 日曜 9:00 - 9:30               | フジテレビ系列                               | 遅れネット | [ 注 12 ]            |
| 高知県         | 高知さんさんテレビ | 2007年5月8日 - 2009年5月5日    | 火曜 15:30 - 16:00             | フジテレビ系列                               | 遅れネット |                      |
| 長崎県         | テレビ長崎         | 2007年4月18日 - 2009年4月6日   | 月曜 15:29 - 15:58             | フジテレビ系列                               | 遅れネット |                      |
| 熊本県         | テレビ熊本         | 2007年4月10日 - 2009年4月2日   | 木曜 14:35 - 15:03             | フジテレビ系列                               | 遅れネット |                      |
| 鹿児島県       | 鹿児島テレビ       | 2007年4月24日 - 2009年4月14日  | 火曜 15:30 - 16:00             | フジテレビ系列                               | 遅れネット |                      |
| 沖縄県         | 沖縄テレビ         | 2007年10月1日 - 2009年6月29日  | 月曜 15:59 - 16:29             | フジテレビ系列                               | 遅れネット | [ 注 13 ]            |
| 宮崎県         | テレビ宮崎         | 2007年5月11日 - 2009年5月8日   | 金曜 15:29 - 15:58             | フジテレビ系列 日本テレビ系列 テレビ朝日系列 | 遅れネット |                      |
| 日本全域       | アニマックス       | 2013年6月7日 - 10月24日        | 月曜 - 金曜 17:30 - 18:00 ほか | アニメ専門BS/CS放送                          | 遅れネット | [ 注 14 ]            |
| 日本全域       | ディズニーXD       | 2015年9月1日 - 2016年2月15日   | 月曜 - 金曜 18:00 - 18:30 ほか | CS放送                                       | 遅れネット | [ 注 15 ]            |
| 日本全域       | ディズニーXD       | 2016年2月16日 - 7月4日         | 月曜 - 金曜 18:00 - 18:30 ほか | CS放送                                       | 遅れネット | [ 注 15 ]            |
| 日本全域       | キッズステーション | 2017年11月1日 - 2018年1月15日  | 月曜 - 金曜 19:30 - 20:30      | CS放送                                       | 遅れネット | 字幕放送             |
| 日本全域       | キッズステーション | 2017年11月5日 - 2018年10月21日 | 日曜 15:00 - 16:00             | CS放送                                       | 遅れネット | 字幕放送             |

系列局であるテレビ大分は未放送。前作､第4シリーズは放送された。
韓国では、2013年から『요괴 인간 타요마』（意味：妖怪人間他妖魔）のタイトルでカートゥーン ネットワークにて放送された。

## 映画
劇場用映画
劇場版 ゲゲゲの鬼太郎 日本爆裂!! （2008年12月20日）
イベント上映用短編作品
『ゲゲゲの鬼太郎 妖怪パニックアドベンチャー 〜激闘!! お台場入道〜』
2007年7月14日から9月2日まで開催されたフジテレビ主催のイベント「お台場冒険王」用に制作。フジテレビ本社球体展望室「はちたま」にて上映された。翌年には、再編集を施した『ゲゲゲの鬼太郎 妖怪パニックアドベンチャー 〜激闘!! 芦ノ湖入道〜』が箱根園の施設「フジテレビショップ＆シアター」で上映された。
『ゲゲゲの鬼太郎 カランコロン3Dシアターじゃ』
2007年8月11日より富士急ハイランド他で上映された3D立体映像アニメーション。上映時間約15分。サブタイトルの「冒険！妖怪横丁 -妖怪王ベリアル-」の名称でも上映された。ホール上映中心に2D版の上映も時折行われている。脚本は木原大輔、絵コンテ・演出は中尾幸彦、作画監督は薮本陽輔、原画はさとうげん、市川吉幸、薮本陽輔。
『ゲゲゲの鬼太郎 妖怪JAPANラリー3D』
2008年7月12日より約3年間上映。サンリオピューロランドおよびハーモニーランドの体感シアター「夢のタイムマシン」で上映されていた4Dアトラクション。上映時間約20分。監督は中村健治。

## 商品情報

### DVD
発売元・販売元：ハピネット
地上アナログ放送版では見ることが出来なかったオリジナル画面サイズ（16:9サイズ）で収録。セル用は第52話以降を「第二夜」として巻数をリセットしているが、レンタル用は第一夜・第二夜の区分をせず、巻数もリセットされていない。
| 第一夜 | 第一夜         | 第一夜    | 第一夜          |
| 巻数   | 発売日         | 品番      | 収録話          |
| ------ | -------------- | --------- | --------------- |
| 1      | 2007年8月11日  | BIBA-7601 | 第1話 - 第2話   |
| 2      | 2007年9月26日  | BIBA-7602 | 第3話 - 第5話   |
| 3      | 2007年10月26日 | BIBA-7603 | 第6話 - 第8話   |
| 4      | 2007年11月22日 | BIBA-7604 | 第9話 - 第11話  |
| 5      | 2007年12月21日 | BIBA-7605 | 第12話 - 第14話 |
| 6      | 2008年1月25日  | BIBA-7606 | 第15話 - 第17話 |
| 7      | 2008年2月22日  | BIBA-7607 | 第18話 - 第20話 |
| 8      | 2008年3月21日  | BIBA-7608 | 第21話 - 第23話 |
| 9      | 2009年3月21日  | BIBA-7609 | 第24話 - 第26話 |
| 10     | 2009年4月25日  | BIBA-7610 | 第27話 - 第29話 |
| 11     | 2009年4月25日  | BIBA-7611 | 第30話 - 第32話 |
| 12     | 2009年5月30日  | BIBA-7612 | 第33話 - 第35話 |
| 13     | 2009年5月30日  | BIBA-7613 | 第36話 - 第38話 |
| 14     | 2009年6月27日  | BIBA-7614 | 第39話 - 第41話 |
| 15     | 2009年6月27日  | BIBA-7615 | 第42話 - 第44話 |
| 16     | 2009年7月25日  | BIBA-7616 | 第45話 - 第47話 |
| 17     | 2009年7月25日  | BIBA-7617 | 第48話 - 第49話 |
| 18     | 2009年7月25日  | BIBA-7618 | 第50話 - 第51話 |

| 第二夜 | 第二夜         | 第二夜    | 第二夜           |
| 巻数   | 発売日         | 品番      | 収録話           |
| ------ | -------------- | --------- | ---------------- |
| 1      | 2008年8月8日   | BIBA-7641 | 第52話 - 第53話  |
| 2      | 2008年9月26日  | BIBA-7642 | 第54話 - 第56話  |
| 3      | 2008年10月24日 | BIBA-7643 | 第57話 - 第59話  |
| 4      | 2008年11月28日 | BIBA-7644 | 第60話 - 第62話  |
| 5      | 2008年12月21日 | BIBA-7645 | 第63話 - 第65話  |
| 6      | 2009年1月30日  | BIBA-7646 | 第66話 - 第68話  |
| 7      | 2009年2月27日  | BIBA-7647 | 第69話 - 第71話  |
| 8      | 2009年3月27日  | BIBA-7648 | 第72話 - 第74話  |
| 9      | 2009年3月27日  | BIBA-7649 | 第75話 - 第77話  |
| 10     | 2009年4月24日  | BIBA-7650 | 第78話 - 第80話  |
| 11     | 2009年4月24日  | BIBA-7651 | 第81話 - 第83話  |
| 12     | 2009年5月22日  | BIBA-7652 | 第84話 - 第86話  |
| 13     | 2009年5月22日  | BIBA-7653 | 第87話 - 第89話  |
| 14     | 2009年6月26日  | BIBA-7654 | 第90話 - 第92話  |
| 15     | 2009年6月26日  | BIBA-7655 | 第93話 - 第95話  |
| 16     | 2009年7月17日  | BIBA-7656 | 第96話 - 第98話  |
| 17     | 2009年7月17日  | BIBA-7657 | 第99話 - 第100話 |

BOX
| タイトル                   | 発売日        | 品番      | 収録話           |
| -------------------------- | ------------- | --------- | ---------------- |
| ゲゲゲの鬼太郎 DVD-BOX 1   | 2010年2月19日 | BIBA-9361 | 第1話 - 第51話   |
| ゲゲゲの鬼太郎 DVD-BOX 2   | 2010年8月27日 | BIBA-9362 | 第52話 - 第100話 |
| ゲゲゲの鬼太郎 BD-BOX 上巻 | 2023年11月8日 | BIXA-1346 | 第1話 - 第51話   |
| ゲゲゲの鬼太郎 BD-BOX 下巻 | 2023年12月6日 | BIXA-1347 | 第52話 - 第100話 |

劇場版
| 劇場版 ゲゲゲの鬼太郎 日本爆裂!! | 劇場版 ゲゲゲの鬼太郎 日本爆裂!! | 劇場版 ゲゲゲの鬼太郎 日本爆裂!! | 劇場版 ゲゲゲの鬼太郎 日本爆裂!! | 劇場版 ゲゲゲの鬼太郎 日本爆裂!! |
| 発売日                           | 規格品番                         | 規格品番                         | 規格品番                         | 規格品番                         |
| 発売日                           | BD限定版                         | BD通常版                         | DVD限定版                        | DVD通常版                        |
| -------------------------------- | -------------------------------- | -------------------------------- | -------------------------------- | -------------------------------- |
| 2009年6月21日                    | BSTD-2962                        | BSTD-2961                        | DSTD-02962                       | DSTD-02961                       |

ゲゲゲの鬼太郎 セレクション ニャニャニャのネコ娘
2009年8月28日発売。品番：BIBA-7800
ネコ娘に焦点を当てたエピソードを収録。DVD2枚組。

### CD
- マキシシングル
  - ゲゲゲの鬼太郎（2007年5月9日発売、品番：NECM-10064）
泉谷しげるの歌う主題歌とその別バージョン「ゲゲゲの鬼太郎 其之二」を収録。発売元はインデックスミュージック。
  - ウラメシ夜（2007年5月16日発売、品番：NECM-10065）
長井秀和の歌うエンディングテーマとイメージソング「妖怪子守唄」を収録。発売元はインデックスミュージック。
  - いたずら（2007年9月26日発売、品番：NECM-10076）
鬼太郎役の高山みなみが歌うキャラクターソングを収録。発売元はインデックスミュージック。
  - NADE-NADEして（2007年9月26日発売、品番：NECM-10077）
ねこ娘役の今野宏美が歌うキャラクターソングを収録。発売元はインデックスミュージック。
  - 路地裏ブルース（2007年9月26日発売、品番：NECM-10078）
ねずみ男役の高木渉が歌うキャラクターソングを収録。発売元はインデックスミュージック。
  - 夢のリフォーム大作戦（2007年9月26日発売、品番：NECM-10079）
砂かけばばあ役の山本圭子が歌うキャラクターソングを収録。発売元はインデックスミュージック。
  - 子泣きのララバイ（2007年9月26日発売、品番：NECM-10080）
子泣きじじい役の龍田直樹が歌うキャラクターソングを収録。発売元はインデックスミュージック。
  - かぞくがいちばん（2007年9月26日発売、品番：NECM-10081）
ぬりかべ役の龍田直樹が歌うキャラクターソングを収録。発売元はインデックスミュージック。
  - おいどん てんがらもん（2007年9月26日発売、品番：NECM-10082）
一反もめん役の八奈見乗児が歌うキャラクターソングを収録。発売元はインデックスミュージック。
  - 妖怪横丁ゲゲゲ節（2007年11月21日発売、品番：NECM-10086）
スワベジュンイチ（諏訪部順一が率いる音楽プロジェクト）の歌うエンディングテーマ2種を収録。CMでは鬼太郎のコスプレをした諏訪部が渋谷の街中に出現する。発売元はインデックスミュージック。
  - 妖怪横丁ゲゲゲ節〜諸国漫遊編〜（2008年1月9日発売、品番：NECM-10088）
スワベジュンイチの歌うエンディングテーマのうち、前シングルで歌われなかった部分を収録。発売元はインデックスミュージック。
  - ゲゲゲの鬼太郎（2008年5月21日発売、品番：WPCL-10474）
ザ50回転ズの歌う主題歌の、フルサイズとTVサイズ3種を収録。発売元はワーナーミュージック・ジャパン。
  - カクメイノウタ〜Diggin'〜（2008年5月21日発売、品番：WPCL-10469）
ROCK'A'TRENCHの歌うエンディングテーマを収録。発売元はワーナーミュージック・ジャパン。
  - 夏の魔物（2008年7月9日発売、品番：WPCL-10483）
鶴の歌うエンディングテーマを収録。発売元はワーナーミュージック・ジャパン。
  - スターフルーツ（2008年12月3日発売、品番：WPCL-10629）
メレンゲの歌うエンディングテーマを収録。発売元はワーナーミュージック・ジャパン。
  - REAL（2008年12月24日発売、品番：WPCL-10634）
HI LOCKATION MARKETSが歌うエンティングテーマ「三日月と北風」を収録。発売元はワーナーミュージック・ジャパン。
  - ゲゲゲの鬼太郎・妖怪パラパラ（2010年2月19日発売、品番：WM-0637）
第5シリーズ出演声優陣が企画制作した、妖怪たちがパラパラに挑戦するスピンオフCD。発売元はウェーブマスター。
- アルバム
発売元はインデックスミュージック。
  - ゲゲゲの鬼太郎 オリジナル・サウンドトラック（2007年8月22日発売、品番：NECA-30200）
主題歌（TVサイズ）とBGMを収録した音楽集。
  - ゲゲゲの鬼太郎 オリジナル・サウンドトラック弐（2008年2月27日発売、品番：NECA-30215）
エンディングテーマ「妖怪横丁ゲゲゲ節」サントラオリジナルバージョン〜目玉おやじとマヒマヒ編〜（歌：スワベジュンイチ）が収録される。また、ボーナストラックには「吸血鬼エリート」「ファイヤーダンス」「妖怪マヒマヒのハワイアンセンター」「骨女」を収録。
  - ゲゲゲの鬼太郎〜妖怪歌謡集（ベスト）〜（2008年3月23日発売、品番：NECA-30219）
キャラクターソングやオープニングテーマ「ゲゲゲの鬼太郎」エンディングテーマ「ウラメシ夜（ヤ）」「妖怪横丁ゲゲゲ節」等14曲を収録したベストアルバム。
  - 劇場版 ゲゲゲの鬼太郎 日本爆裂!! オリジナル・サウンドトラック（2009年6月24日発売、品番：COCX-35634）
劇場公開された「日本爆裂!!」の音楽を収録したサウンドトラック。キャラクター総参加の新録音主題歌も同時収録。発売元はコロムビアミュージックエンタテインメント。

### オムニバス
- テレビアニメ版 ゲゲゲの鬼太郎テーマコレクション（2007年9月26日発売、品番：NECA-30203）
第1シリーズから第5シリーズ第26話までの各主題歌を収録。第1、第2シリーズの曲はTVサイズでの収録（ただし、歌詞はフルサイズで掲載されている）で、「鬼太郎オリンピック」は未収録。発売元はインデックスミュージック。
- ゲゲゲの鬼太郎・コレクション（2008年3月23日発売、品番：NECA-30225）
アニメ放送開始以来、多様なジャンルのアーティストがカバーしてきた主題歌「ゲゲゲの鬼太郎」を収録。発売元はインデックスミュージック。
- ゲゲゲの鬼太郎 歴代主題歌集（2019年3月20日発売、品番：COCX-40763）
第1シリーズから第6シリーズのオープニング主題歌や、カヴァー・ヴァージョンなどを収録。発売元は日本コロムビア。

## ネット配信
- YouTubeの「東映アニメーションミュージアムチャンネル」より、第1話が常時無料配信されている。
- また、2021年7月に同チャンネルがリニューアルしたのに伴い、同年7月23日より、第1話 - 第25話が毎週金曜12:00から2週間限定で無料配信を行っている。なお先述の第1話は引き続き配信される。

## 備考
本作の設定とデザインを元に、『たのしい幼稚園』2007年6月号より『ゲゲゲの鬼太郎ねこむすめだニャン』の連載が開始された（絵/東映アニメーション）。アルバイト中のねこ娘に、鬼太郎を始めとする他の妖怪が絡むショートストーリーである。
今回、アフレコは4本のマイクを立てて行われている。1本は高齢のためマイクワークが難しい田の中勇専用、1本は出番の多い高山みなみが主に使っているため、その他の出演者は残り2本をやりくりして収録せねばならず苦労していたとのことである。
本作では猫娘が美少女化され、いわゆる萌えキャラとなっているが、そのことについて原作者の水木しげるは大泉実成のインタビューに「自分は長い間妖怪にこき使われてきたので、妖怪が金を運んでくるようになったのだ」と語った。なお、インタビューの際、水木は猫娘のデザインを「初めて見ました」と語ったというが、実際には第1話のマスコミ向け試写会で見ており、採点までしている。
本作放送期間中の2008年11月28日から12月18日までと2009年5月29日から6月18日までの2回に分けて、日本マクドナルドのタイアップとしてハッピーセット用のグッズが2回販売された。
本作放送終了翌年2010年1月に第1シリーズから本作に至るまで長年目玉おやじを演じ続けてきた田の中が心筋梗塞で急死。田の中が演じる目玉おやじは本作が最後となった。そして2015年には原作者の水木しげるも多臓器不全で死去。本作は水木の存命中の最後のアニメーション作品となった。